# ۱۱ بیت استودیو
بیت استودیو ۱۱ (انگلیسی: 11 Bit Studios) شرکت بازی ویدئویی لهستانی است، که در سال ۲۰۱۰ تأسیس شد.